# Drużynowe Mistrzostwa Polski na Żużlu 1987
Drużynowe Mistrzostwa Polski na Żużlu 1987 – 40. edycja drużynowych mistrzostw Polski, organizowanych przez Polski Związek Motorowy (PZM). W sezonie 1987 po rozszerzeniu ligi, do rozgrywek pierwszej ligi przystąpiło dziesięć zespołów, natomiast w drugiej lidze walczyło siedem drużyn.
Zwycięzca najwyższej klasy rozgrywkowej (I Ligi) zostaje Drużynowym Mistrzem Polski na Żużlu w sezonie 1987. Obrońcą tytułu z poprzedniego sezonu jest Apator Toruń W tym sezonie pierwsze miejsce w rozgrywkach zajęła Unia Leszno.

## Pierwsza Liga
| Poz. | Klub                 | Pkt. | Z      | R | P      | +/−  |
| ---- | -------------------- | ---- | ------ | - | ------ | ---- |
| 1    | Unia Leszno          | 41   | 16 (8) | 1 | 1      | +359 |
| 2    | Polonia Bydgoszcz    | 30   | 13 (5) | 0 | 5 (1)  | +187 |
| 3    | Stal Gorzów          | 27   | 12 (3) | 0 | 6      | +172 |
| 4    | Apator Toruń         | 25   | 10 (5) | 1 | 7 (1)  | +158 |
| 5    | Falubaz Zielona Góra | 14   | 7 (1)  | 0 | 11 (1) | –22  |
| 6    | ROW Rybnik           | 13   | 7 (3)  | 0 | 11 (4) | –68  |
| 7    | Wybrzeże Gdańsk      | 11   | 6 (2)  | 1 | 11 (4) | –95  |
| 8    | Stal Rzeszów         | 11   | 7 (1)  | 0 | 11 (4) | –107 |
| 9    | Unia Tarnów          | 4    | 5      | 0 | 13 (6) | –263 |
| 10   | Start Gniezno        | 3    | 5 (1)  | 1 | 12 (9) | –321 |

W nawiasach podano liczbę zwycięstw za trzy punkty, lub porażek za minus jeden punkt (różnicą 25 punktów biegowych).
Mecz Falubaz Zielona Góra – Start Gniezno zakończył się walkowerem dla Zielonej Góry. W tym meczu nie przyznano zwycięstwa za trzy punkty.

## Druga Liga
| Poz. | Klub                  | Pkt. | Z      | R | P      | +/−  |
| ---- | --------------------- | ---- | ------ | - | ------ | ---- |
| 1    | Kolejarz Opole        | 25   | 10 (5) | 0 | 2      | +233 |
| 2    | Włókniarz Częstochowa | 23   | 10 (3) | 0 | 2      | +143 |
| 3    | Sparta Wrocław        | 12   | 6 (2)  | 0 | 6 (2)  | –21  |
| 4    | Ostrovia Ostrów       | 11   | 6 (2)  | 0 | 6 (3)  | –26  |
| 5    | Śląsk Świętochłowice  | 7    | 4      | 0 | 8 (1)  | –53  |
| 6    | Motor Lublin          | 6    | 4      | 0 | 8 (2)  | –62  |
| 7    | GKM Grudziądz         | 0    | 2      | 0 | 10 (4) | –214 |

W nawiasach podano liczbę zwycięstw za trzy punkty, lub porażek za minus jeden punkt (różnicą 25 punktów biegowych).

## Baraże
| Unia Tarnów 9. miejsce w I Lidze | 95:85 | Włókniarz Częstochowa 2. miejsce w II Lidze |
| -------------------------------- | ----- | ------------------------------------------- |
| Tarnów                           | 51:39 | Częstochowa                                 |
| Częstochowa                      | 46:44 | Tarnów                                      |